# أفغانستان في دورة الألعاب الآسيوية 1974
شَارَكَت أفغانستان في دورة الألعاب الآسيوية لعام 1974 التي عُقدت في طهران بإيران في الفترة من 1 إلى 16 سبتمبر 1974. فاز الرياضيون الأفْغَان بميدالية واحدة فقط وحلُّوا في المركز التاسع عشر في جدول الميداليات.